# Pentacheles snyderi
Pentacheles snyderi är en kräftdjursart som först beskrevs av M. J. Rathbun 1906.  Pentacheles snyderi ingår i släktet Pentacheles och familjen Polychelidae. IUCN kategoriserar arten globalt som livskraftig. Inga underarter finns listade i Catalogue of Life.